# Tập đoàn Doosan
Doosan (tiếng Hàn: 두산그룹; Hanja: 斗山그룹) là một tập đoàn đa ngành lớn và lâu đời của Hàn Quốc. Doosan có mặt trong danh sách Forbes Global từ năm 2000. Năm 2009, Doosan đứng thứ 471 trong bảng xếp hạng Fortune Global 500, cùng năm đó, Doosan xếp thứ 4 trong danh sách 40 công ty xuất sắc nhất năm của tuần báo tài chính Business Week, Mỹ.

## Lịch sử
Tập đoàn Doosan được thành lập vào năm 1896, xuất phát điểm là một cửa hàng của Park Seung Jik tại Baeogai (nay là Jongno 4, Seoul). Từ đó, Doosan đã phát triển thành một tập đoàn đa quốc gia, tập trung vào sản xuất hàng hóa tiêu dùng, công nghiệp chế tạo, thương mại và xây dựng.
Năm 2017, Doosan có 41,400 nhân viên tại 38 quốc gia và vùng lãnh thổ trên toàn cầu.